# Mélo
Mélo és una pel·lícula francesa d'Alain Resnais, estrenada l'any 1986, adaptació de la peça del mateix títol de Henri Bernstein de 1929. Ha estat doblada al català.

## Argument
Un solter i una parella confronten les seves vides respectives: el primer no té més que els records, els segons no tenen més que compromisos. Ell es tapa la cara quan el seu millor amic, Marcel, sedueix la seva dona. La tragèdia cova sota aquests falsos semblants… En cada cas, el fracàs és enorme, els arrepentiments alteren el dia a dia. N'hi ha prou que l'heroïna cedeixi a la temptació de rectificar el seu destí perquè l'apocalipsi s'abati sobre els caps del trio maleït.

## Repartiment
- Sabine Azéma: Romaine Belcroix
- Fanny Ardant: Christiane Lesveque
- Pierre Arditi: Pierre Belcroix
- André Dussollier: Marcel Blanc
- Jacques Dacqmine: el metge Rémy
- Hubert Gignoux: un sacerdot
- Catherine Arditi: Yvonne

## Premis
- Dos Césars 1987 per Sabine Azéma (millor actriu) i Pierre Arditi (millor segon paper).[3]
- Mostra de Venècia 1986, selecció oficial, fora de competició.

## Nominacions
- César al millor actor 1987 per André Dussollier.
- César a la millor fotografia 1987 per Charlie Van Damme.
- César al millor vestuari 1987 per Catherine Leterrier.
- César al millor decorat 1987 per Jacques Saulnier.
- César al millor director 1987 per Alain Resnais.
- César a la millor pel·lícula 1987 per Alain Resnais.

## Al voltant de la pel·lícula
- Com en L'Any últim a Marienbad i abans Smoking / No Smoking, la pel·lícula d'Alain Resnais s'interroga sobre la casualitat i el lliure arbitri.
- Resnais ret homenatge al teatre i als seus artificis a través de decorats visibles i d'actors que es donen com tals (la cortina vermella s'obre i es tanca sobre ells).

## Unes altres adaptacions
- La peça de Bernstein va ser objecte d'una primera adaptació cinematogràfica, dirigida per Paul Czinner, estrenada el 21 d'octubre de 21; adaptació Paul Czinner i Carl Mayer, imatges de Jules Kruger i René Ribault, amb Gaby Morlay, Pierre Blanchar, Victor Francen.
- El 1937, Paul Czinner va dirigir a la Gran Bretanya una nova adaptació de la peça, sota el títol Dreaming Lips, interpretada per Elisabeth Bergner, Raymond Massey i Romney Brent.